# Fútbol en los II Juegos Deportivos Centroamericanos
El Torneo de Fútbol de los Juegos Centroamericanos de 1977 tuvo lugar en noviembre y diciembre de 1977. La competencia fue ganada por El Salvador.

## Clasificación
| Equipo      | Pts. | PJ | PG | PE | PP | GF | GC | Dif |
| ----------- | ---- | -- | -- | -- | -- | -- | -- | --- |
| El Salvador | 9    | 6  | 4  | 1  | 1  | 17 | 2  | 15  |
| Panamá      | 8    | 6  | 3  | 2  | 1  | 12 | 5  | 7   |
| Nicaragua   | 4    | 6  | 2  | 2  | 4  | 6  | 23 | -17 |
| Guatemala   | 3    | 6  | 1  | 1  | 4  | 2  | 7  | -5  |

### Resultados
| Fecha                   | Lugar        |             |                        | Visitante |                      |           |
| ----------------------- | ------------ | ----------- | ---------------------- | --------- | -------------------- | --------- |
| 25 de noviembre de 1977 | San Salvador | Nicaragua   | Bandera de Nicaragua   | 2 – 1     | Bandera de Guatemala | Guatemala |
| 25 de noviembre de 1977 | San Salvador | El Salvador | Bandera de El Salvador | 1 – 1     | Bandera de Panamá    | Panamá    |
| 27 de noviembre de 1977 | San Salvador | El Salvador | Bandera de El Salvador | 1 – 0     | Bandera de Guatemala | Guatemala |
| 27 de noviembre de 1977 | San Salvador | Panamá      | Bandera de Panamá      | 6 – 3     | Bandera de Nicaragua | Nicaragua |
| 28 de noviembre de 1977 | San Salvador | El Salvador | Bandera de El Salvador | 6 – 0     | Bandera de Nicaragua | Nicaragua |
| 28 de noviembre de 1977 | San Salvador | Panamá      | Bandera de Panamá      | 0 – 0     | Bandera de Guatemala | Guatemala |
| 30 de noviembre de 1977 | San Salvador | Nicaragua   | Bandera de Nicaragua   | 1 – 0     | Bandera de Guatemala | Guatemala |
| 30 de noviembre de 1977 | San Salvador | El Salvador | Bandera de El Salvador | 1 – 0     | Bandera de Panamá    | Panamá    |
| 1 de diciembre de 1977  | San Salvador | El Salvador | Bandera de El Salvador | 8 – 0     | Bandera de Nicaragua | Nicaragua |
| 1 de diciembre de 1977  | San Salvador | Panamá      | Bandera de Panamá      | 3 – 0     | Bandera de Guatemala | Guatemala |
| 3 de diciembre de 1977  | San Salvador | Panamá      | Bandera de Panamá      | 2 – 0     | Bandera de Nicaragua | Nicaragua |
| 3 de diciembre de 1977  | San Salvador | El Salvador | Bandera de El Salvador | 0 – 1     | Bandera de Guatemala | Guatemala |

## Campeón
| Juegos Deportivos Centroamericanos 1977 |
| --------------------------------------- |
| Bandera de El Salvador                  |
| El Salvador 1º Título                   |

## Clasificados a losJuegos Centroamericanos y del Caribe 1978
| Bandera de El Salvador | Bandera de Panamá |
| El Salvador            | Panamá            |
| ---------------------- | ----------------- |